# Разлив (Ярославская область)
Разлив — деревня в сельском поселении Семибратово Ростовского района Ярославской области.

## История
В 1965 г. Указом Президиума ВС РСФСР деревня Иконницы переименована в Разлив.

## Население
| 2007 | 2010 |
| ---- | ---- |
| 0    | →0   |